# Транспорт Кувейту
Транспорт Кувейту представлений автомобільним , повітряним , водним (морським)  і трубопровідним , у населених пунктах  та у міжміському сполученні діє громадський транспорт пасажирських перевезень. Площа країни дорівнює 17 818 км² (158-ме місце у світі). Форма території країни — складна; максимальна дистанція з півночі на південь — 145 км, зі сходу на захід —150 км. Географічне положення Кувейту дозволяє країні контролювати транспортні шляхи в акваторії Перської затоки, підходи до водних шляхів Тигру і Єфрату.

## Автомобільний
Загальна довжина автошляхів у Кувейті, станом на 2010 рік, дорівнює 6,608 тис. км (149-те місце у світі).

## Повітряний
У країні, станом на 2013 рік, діє 7 аеропортів (168-ме місце у світі), з них 4 із твердим покриттям злітно-посадкових смуг і 3 із ґрунтовим. Аеропорти країни за довжиною злітно-посадкових смуг розподіляються так (у дужках окремо кількість без твердого покриття):
- довші за 10 тис. футів (>3047 м) — 1 (0);
- від 10 тис. до 8 тис. футів (3047-2438 м) — 2 (0);
- від 8 тис. до 5 тис. футів (2437—1524 м) — 0 (1);
- від 5 тис. до 3 тис. футів (1523—914 м) — 1 (0);
- коротші за 3 тис. футів (<914 м) — 0 (2)[1].

У країні, станом на 2015 рік, зареєстровано 3 авіапідприємства, які оперують 31 повітряним судном. За 2015 рік загальний пасажирообіг на внутрішніх і міжнародних рейсах становив 3,65 млн осіб. За 2015 рік повітряним транспортом було перевезено 275,7 млн тонно-кілометрів вантажів (без врахування багажу пасажирів).
У країні, станом на 2013 рік, споруджено і діє 4 гелікоптерні майданчики.
Кувейт є членом Міжнародної організації цивільної авіації (ICAO). Згідно зі статтею 20 Чиказької конвенції про міжнародну цивільну авіацію 1944 року, Міжнародна організація цивільної авіації для повітряних суден країни, станом на 2016 рік, закріпила реєстраційний префікс — 9K, заснований на радіопозивних, виділених Міжнародним союзом електрозв'язку (ITU). Аеропорти Кувейту мають літерний код ІКАО, що починається з — OK.

## Водний

### Морський
Головні морські порти країни: Еш-Шуайба, Еш-Шувайх, Міна-Сауд, Ель-Абдаллах, Міна-ель-Ахмаді.

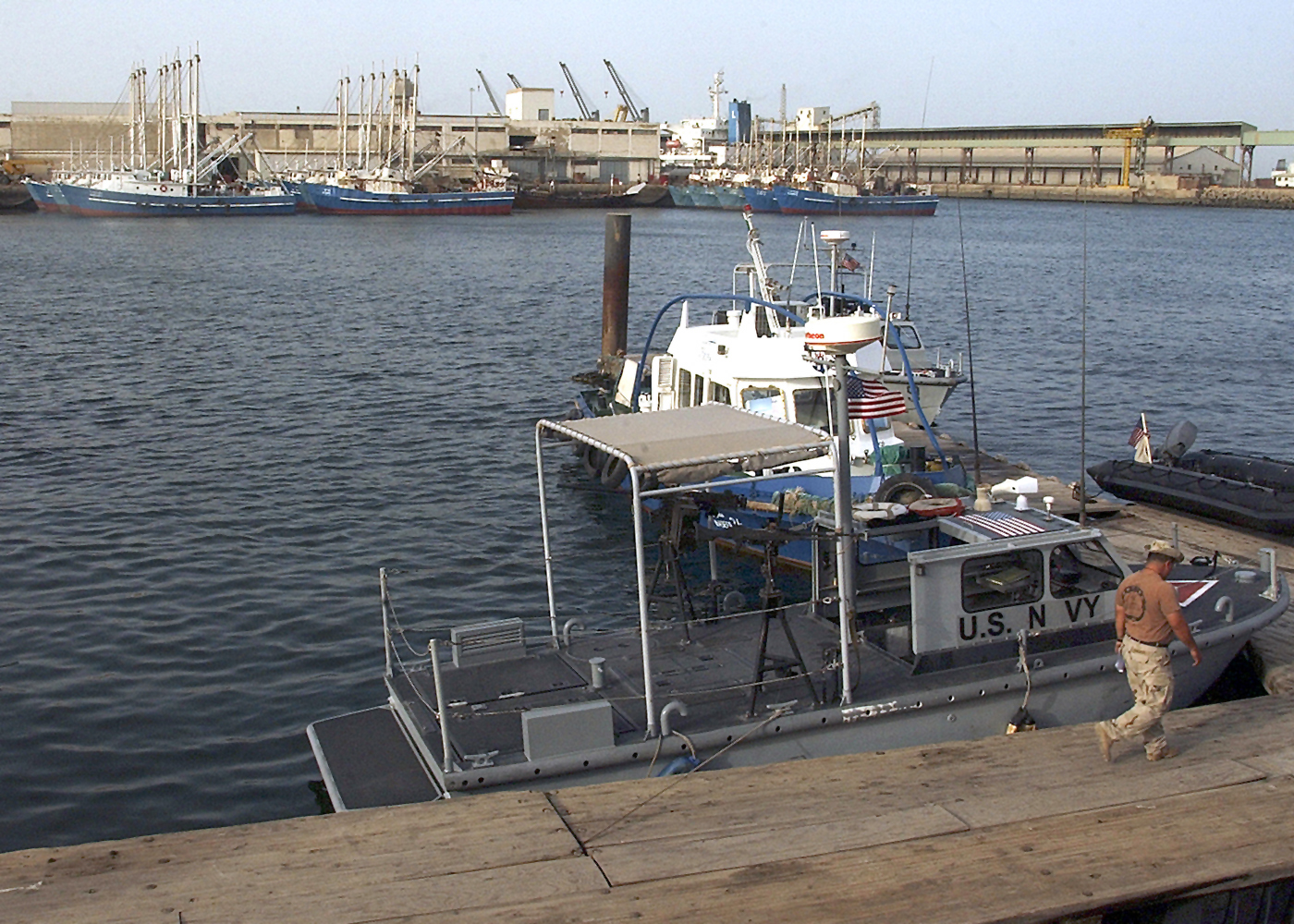
У порту Еш-Шуайби

Морський торговий флот країни, станом на 2010 рік, складався з 34 морських суден з тоннажем понад 1 тис. реєстрових тонн (GRT) кожне (82-ге місце у світі), з яких: балкерів — 2, інших вантажних суден — 3, контейнеровозів — 6, газовозів — 4, нафтових танкерів — 19.
Станом на 2010 рік, кількість морських торгових суден, що зареєстровані під прапорами інших країн — 45 (Багамських Островів — 1, Бахрейну — 5, Коморських Островів — 1, Лівії — 1, Мальти — 3, Маршаллових Островів — 2, Панами — 12, Катару — 6, Саудівської Аравії — 4, Об'єднаних Арабських Еміратів — 10).

## Трубопровідний
Загальна довжина газогонів у Кувейті, станом на 2013 рік, становила 261 км; нафтогонів — 540 км; продуктогонів — 57 км.

## Державне управління
Держава здійснює управління транспортною інфраструктурою країни через міністерство зв'язку. Станом на 29 березня 2016 року міністерство в уряді Джабіра аль-Мубарака аль-Гамада аль-Сабаха очолював Іса Ахмад аль-Кандарі.

### Українською
- Атлас. 10-11 клас. Економічна і соціальна географія світу / упорядники :  О. Я. Скуратович, Н. І. Чанцева. — К. : ДНВП «Картографія», 2010. — ISBN 978-966-475-639-3.
- Атлас світу / голов. ред. І. С. Руденко ; зав. ред. В. В. Радченко ; відп. ред. О. В. Вакуленко. — К. : ДНВП «Картографія», 2005. — 336 с. — ISBN 9666315467.
- Безуглий В. В. Економічна і соціальна географія зарубіжних країн : Навчальний посібник. — К. : ВЦ «Академія», 2007. — 704 с. — ISBN 978-966-580-239-6.
- Безуглий В. В., Козинець С. В. Регіональна економічна і соціальна географія світу : Навчальний посібник. — видання 2-ге, доп., перероб. — К. : ВЦ «Академія», 2007. — 688 с. — ISBN 966-580-144-9.
- Головченко В., Кравчук О. Країнознавство: Азія, Африка, Латинська Америка, Австралія і Океанія. — К., 2006. — 335 с. — ISBN 966-8939-04-2.
- Дахно І. І. Країни світу: Енциклопедичний довідник / І. І. Дахно, С. М. Тимофієв. — К. : Мапа, 2011. — 606 с. — (Бібліотека нового українця) — ISBN 978-966-8804-23-6.
- Дахно І. І. Економічна географія зарубіжних країн : навчальний посібник. — К. : Центр учбової літератури, 2014. — 319 с. — ISBN 978-611-01-0682-5.
- Дорошенко В. І. Географія транспорту : Навчальний посібник / В. І. Дорошенко, К. Д. Діденко. — К. : Київський нац. ун-т ім. Т. Шевченка, 2010. — 183 с. — ISBN 978-966-439-329-1.
- Дубович І. А. Країнознавчий словник-довідник. — 5-те вид., перероб. і доп. — К. : Знання, 2008. — 839 с. — ISBN 978-966-346-330-8.
- Економічна і соціальна географія країн світу : Навчальний посібник / За ред. С. П. Кузика. — Л. : Світ, 2002. — 672 с. — ISBN 966-603-178-7.
- Зарубіжна транспортна географія : навчальний посібник / уклад. : Петрашевський О. Л. и др. — К. : Національний транспортний університет, 2015. — 95 с. — ISBN 978-966-632-227-5.
- Ігнатьєв П. М. Країнознавство: Країни Азії. — Ч. : Книги-ХХІ, 2004. — 383 с. — ISBN 966-8029-53-4.
- Книш М. М., Мамчур О. І. Регіональна економічна і соціальна географія світу (Латинська Америка та Карибські країни, Африка, Азія, Океанія) : навч. посіб. — Л. : ЛНУ ім. Івана Франка, 2013. — 368 с. — ISBN 978-617-10-0007-0.
- Юрківський В. М. Регіональна економічна і соціальна географія. Зарубіжні країни : Підручник. — К. : Либідь, 2001. — 416 с. — ISBN 966-06-0092-5.

### Англійською
- (англ.) Modern Transport Geography / Hoyle, B. and R. Knowles (eds). — Second Edition,. — London : Wiley, 1998.
- (англ.) Rodrigue, J-P. The Geography of Transport Systems. — Fourth Edition. — N. Y. : Routledge, 2017. — 440 с. — ISBN 978-1138669574.
- (англ.) Taaffe E. J., Gauthier H. L. and O'Kelly M. E. Geography of transportation. — Second Edition. — N. Y. : Prentice Hall, 1996. — ISBN 0-13-368572-1.
- (англ.) Black, W. Transportation: A Geographical Analysis. — N. Y. : Guilford, 2003.

### Російською
- (рос.) Максаковский В. П. Географическая картина мира. Книга I: Общая характеристика мира. — М. : Дрофа, 2008. — 495 с. — ISBN 978-5-358-05275-8.
- (рос.) Максаковский В. П. Географическая картина мира. Книга II: Региональная характеристика мира. — М. : Дрофа, 2009. — 480 с. — ISBN 978-5-358-06280-1.
- (рос.) Физико-географический атлас мира. — М. : Академия наук СССР и главное управление геодезии и картографии ГГК СССР, 1964. — 298 с.
- (рос.) Шаповал Н. С. Транспортная география и транспортные системы мира : учебное пособие. — К. : Центр учбової літератури, 2006. — 188 с. — ISBN 000-0000-00-4.
- (рос.) Экономическая, социальная и политическая география мира. Регионы и страны / под ред. С. Б. Лаврова, Н. В. Каледина. — М. : Гардарики, 2002. — 928 с. — ISBN 5-8297-0039-5.
- (рос.) Энциклопедия стран мира / глав. ред. Н. А. Симония. — М. : НПО «Экономика» РАН, отделение общественных наук, 2004. — 1319 с. — ISBN 5-282-02318-0.